# نگاه به شرق
نگاه به شرق یک راهبرد در سیاست خارجی ایران است که از آغاز ریاست جمهوری محمود احمدی نژاد در سال ۱۳۸۴ مطرح شد.
بر اساس این سیاست، ایران باید برای ارتقای جایگاه بین‌المللی خود بر اهرم ایجاد رابطه مناسب با کشورهای مشرق‌زمین بیشتر تکیه داشته باشد.  البته پیرامون این که چه کشورهایی در زمره اهداف سیاست نگاه به شرق قرار می‌گیرند، و این که از چه دیدگاهی باید به این سیاست نگاه کرد اتفاق نظری میان صاحب‌نظران نیست و حداقل ۳ دیدگاه مختلف وجود دارد.
این سیاست در چارچوب نظری سازه‌انگاری قرار می‌گیرد.

## مفهوم
در مورد مفهوم سیاست نگاه به شرق، سه حالت را می‌توان در نظر گرفت: توسعه روابط با شرق و محدود کردن روابط با غرب، تعادل متقارن در روابط با شرق و غرب، تعادل نامتقارن در روابط با شرق و غرب با در اولویت قرار دادن شرق. به نظر می‌رسد سیاست نگاه به شرق به مورد سوم نزدیکتر است. زیرا سیاست نگاه به شرق مبتنی بر پرهیز از یک جانبه گرایی در مورد غرب در سیاست خارجی و نگاه جامع به سیاست خارجی برای استفاده از فرصتها و ایجاد آنها است. بنابراین، معنای آن با تعریف اول متفاوت است و در عین حال، تفاوت‌های ظریفی با تعریف دوم دارد؛ زیرا سیاست نگاه به شرق مبتنی بر تلاش برای برقراری ارتباط همزمان با شرق و غرب و اولویت دادن به شرق به دلایل ژئوپلیتیک، فرهنگی، اقتصادی و حتی سیاسی است. بنابراین، این رویکرد به معنای رد کردن و بی‌تفاوتی نسبت به غرب نیست. در واقع، تأکید بر شرق در اینجا نفی غرب نیست. در این رابطه، باید گفت که سیاست نگاه به شرق یک استراتژی واقع بینانه است و بیش از هر چیز، به دنبال استفاده از فرصتهای ارتباطی با کشورهای مختلف است. در همین رابطه، علی‌اکبر ولایتی، در توصیف سیاست نگاه به شرق می‌گوید: «هر جا که منافع، خواسته‌ها و استراتژی ما بهتر و بیشتر برآورده شود، طبیعی است که اولویت را به آنجا بدهیم.»

## شاخص‌ها
در شرایطی که نه واقعیت روشنی به نام «بلوک شرق» وجود دارد و نه دیگر ادعاهای ایدئولوژیک شرق معتبر هستند، سیاست نگاه به شرق به معنای دنبال کردن شرق و پیروی محض از کشورهای شرقی نیست، آن هم آن طور که در زمان جنگ سرد تصور می‌شد. بنابراین، شاخصه‌های سیاست نگاه به شرق را می‌توان به شرح ذیل ذکر کرد:
- در تعادل بخشیدن به روابط با شرق و غرب، ایران اولویت را به شرق می‌دهد، اما غرب را کنار نمی‌گذارد، بلکه عمدتاً با تمایل بیش از حد به غرب مخالف است.
- این سیاست مبتنی بر ایجاد مزیت و فرصت است. بنابراین، از انعطاف پذیری و روان بودن برخوردار است. به عبارت دیگر، راه را برای رابطه با اکثر کشورها باز می‌گذارد.
- این نیز مغایر با سیاست «نه شرقی نه غربی»[۱۱] نیست؛ زیرا روی آوردن به شرق در این سیاست به معنای پذیرش سلطه شرق نیست و شرق نیز دیگر مانند گذشته نیست و به طور محسوسی از نظر ایدئولوژیک فرو پاشیده است.

## پیشینه
ایران از آغاز دوران جمهوری اسلامی شعار «نه شرقی، نه غربی» را سرلوحه خود قرار داده و سعی نموده در سیاست خارجی خود حرکت مستقلی را در پیش بگیرد. رویکرد مطلق‌گرایانه ایران به این شعار تا پایان جنگ سرد، مانع از این می‌شد که ایران بتواند هم‌پیمانان استراتژیکی برای خود بیابد. سیاست نگاه به شرق در حالی مطرح شد که مذاکرات ایران با کشورهای اروپایی و غرب پیرامون برنامه هسته‌ای ایران دچار چالش شد و نتوانست به‌خوبی تأمین‌کننده منافع ملی باشد؛ و در عین حال تحولاتی که در قاره آسیا طی سال‌های قبل اتفاق افتاد شرایط نویی را پدید آورد.
یکی از مهمترین موضوعات مربوط به سیاست خارجی ایران پس از روی کار آمدن دولت نهم، سیاست نگاه به شرق و گسترش روابط ایران با کشورهای آسیایی بود. در واقع، عدم دستیابی به اهداف مطلوب در روابط با کشورهای غربی با ادامه خصومت بین ایران و ایالات متحده، به ویژه در پرونده هسته‌ای، منجر به گسترش روابط ایران با شرق شد تا بار دیگر مورد توجه و تأکید قرار گیرد. این سیاست تاکنون عملاً با یک سری جنبش‌های بین‌المللی و موضع‌گیری‌های سیاسی همراه بوده است.
با توجه به وضعیت پرونده هسته‌ای ایران، که در آن سه کشور انگلیس، فرانسه و آلمان نقشی اساسی در مذاکرات داشتند و رسیدن به بن‌بست در این پرونده با کشورهای مذکور، و اینکه این سه کشور خود را به عنوان نمایندگان جامعه اروپا یا به طور کلی نمایندگان غرب معرفی می‌کردند، در نتیجه تمایل به یافتن افق‌های جدید در سیاست خارجی جمهوری اسلامی ایران افزایش یافت. سیاست نگاه به شرق در واقع ناشی از شرایط ذکر شده بود. با این حال، چنین سیاستی در ایران بی‌سابقه نبود و در دوره دوم ریاست جمهوری آقای هاشمی رفسنجانی، اقداماتی برای تقویت روابط موجود با کشورهای مهم آسیایی مانند چین، هند و روسیه در چارچوب اتحاد استراتژیک انجام شده بود.
سیاست نگاه به شرق در مجموعه سیاست‌های خارجی جمهوری اسلامی ایران در مقاطع مختلف با نقاط قوت و ضعفی مورد توجه قرار گرفته است. با این حال، به نظر می‌رسد که در سالهای اخیر، این استراتژی بیشتر مورد توجه قرار گرفته است. همانطور که سید علی خامنه‌ای، رهبر جمهوری اسلامی ایران تأکید می‌کند: «در سیاست خارجی، ترجیح شرق بر غرب، ترجیح همسایه بر دور، ترجیح ملّت‌ها و کشورهایی که با ما وجه مشترکی دارند بر دیگران، یکی از اولویت‌های امروز ماست.» (تبریز، ۲۹ بهمن ۱۳۹۶). در همین راستا، علی‌اکبر ولایتی، مشاور امور بین‌الملل رهبر ایران نیز سیاست نگاه به شرق را ضرورتی استراتژیک برای جمهوری اسلامی در تأمین منافع اقتصادی، سیاسی و دفاعی خود می‌داند.
سیاست نگاه به شرق متمرکز بر تأمین نیازهای تجهیزاتی ایران از کشورهایی مانند چین، روسیه و کره شمالی بوده است. با توجه به موفقیت همکاری با کشورهای حوزه شرق (کشورهای ذکر شده)، نگاه به شرق به عنوان یک استراتژی ویژه توسط روسای جمهور ایران (آقایان «اکبر هاشمی رفسنجانی»، «سید محمد خاتمی»، «محمود احمدی‌نژاد» و حتی «حسن روحانی») مورد استفاده قرار گرفته است. البته در میان دولت‌های مذکور، در زمان ریاست جمهوری احمدی‌نژاد، به دلیل فشار بی‌سابقه غرب به بهانه‌های سیاسی بر جمهوری اسلامی ایران، این ایده در دستگاه دیپلماسی کشور شکل گرفت که کلید حل مشکلات اساسی در سیاست خارجی است، آن هم نه در رابطه با پایتخت‌های اروپایی بلکه در رابطه با کشورهای آسیای شرقی. بر این اساس، احمدی‌نژاد ضمن اصلاح رویکردها و سیاست‌های دولت قبلی (خاتمی) که مبتنی بر ایجاد و تعمیق روابط با غرب و به ویژه اروپا بود، تلاش‌های ویژه‌ای برای ایجاد روابط با جهان شرق انجام داد.
پس از پایان دولت محمود احمدی‌نژاد در سال ۱۳۹۲، دولت یازدهم به ریاست حسن روحانی اگرچه تلاش‌های ویژه‌ای برای حل مشکلات قبلی و متعاقباً بهبود روابط با غرب از طریق به اصطلاح «برنامه جامع اقدام مشترک (برجام)» کرد، اما روحانی از شرق آسیا و به ویژه منطقه استراتژیک هند-آرام غافل نشد. زیرا او می‌دانست که با توجه به موقعیت‌های خاص ژئوپلیتیک و ژئواستراتژیک، این مناطق می‌توانند نظم هرم قدرت جهانی را در سالهای آینده تحت تأثیر قرار دهند. به همین دلیل دولت روحانی برنامه ۲۵ ساله همکاری‌های مشترک ایران و چین را به عنوان قدرتی در حال ظهور در عرصه سیاست و همچنین عرصه روابط بین‌الملل تنظیم کرد.
سیاست نگاه به شرق تاکنون به جای راهی برای ایجاد فرصتها، به عنوان یک راه فرار در مواقع چالش با غرب تلقی شده است. به بیان بهتر، می‌توان گفت استراتژی نگاه به شرق در زمینه سیاست خارجی جمهوری اسلامی ایران بیشتر تحت تأثیر چالش با غرب به عنوان یک سیاست مدون مورد توجه قرار گرفته است.

## کشورهای هدف
کشورهایی مانند ژاپن، کره جنوبی، چین، مالزی، روسیه، هند و پاکستان از کشورهای هدف این سیاست عنوان شده‌اند. البته به زعم عده‌ای از آن‌جا که ژاپن و کره جنوبی با اتخاذ سیاست‌های اقتصادی سرمایه‌داری لیبرال و انحلال فرهنگی در تمدن غرب، دیگر در چارچوب تمدن مشرق‌زمین تعریف نمی‌شوند نمی‌توانند در این رویکرد جایگاهی داشته باشند و خیمه نگاه به شرق بر پایه ۴ ستون روسیه، هند، چین و مالزی استوار است.

## رویکردها
جغرافیایی–ایدئولوژیک
بر پایه این نوع نگاه، تعریف حوزه شرق بر پایه مکان جغرافیایی و تا حدودی تقابل با دنیای غرب انجام می‌شود. بر اساس این نگاه، کشورهای آمریکای لاتین نیز در حوزه شرق تعریف می‌شوند. مبنای تصمیم‌سازی‌ها در دولت احمدی‌نژاد این رویکرد بوده‌است.
ایدئولوژیک
با نگاه ایدئولوژیک که بر اساس دوقطبی تقابل شرق–غرب و نگاه اسلامگرایانه جمهوری اسلامی است، کشورهای جهان اسلام نیز در حوزه شرق تعریف می‌شوند. این دیدگاه طرفداران کمی دارد.
عملگرایانه
این دیدگاه شرق را بر پایه حوزه تمدنی شرق و با زاویه دید منطقه‌ای و همسایگی نگاه می‌کند و سعی دارد از شرق هویتی مکانی و جغرافیایی ارائه دهد.

## انتقادها
فریدون مجلسی، یکی از دیپلمات‌های پیشین ایران، معتقد است که سیاست نگاه به شرق نه تنها به پیشرفت و خروج ایران از شرایط فعلی منجر نمی‌شود، بلکه کشور را در یک بازار غیر رقابتی به دام می‌اندازد و باعث پَسرفت اقتصادی و تعاملات تجاری مضر می‌شود. به گفته وی، استراتژی نگاه به شرق برای ایران معنی‌ای ندارد. با این سیاست، ایران اسیر ناتوانی خود در شرق می‌شود و در این بازار گرفتار می‌ماند. بنابراین، هر کالایی را به هر قیمتی بدهند، ایران مجبور به خرید آن است. در حالی که ایران باید در روابط خود آزاد باشد و مشتری بازاری شود که کالای بهتری را با قیمت رقابتی‌تر عرضه می‌کند. به گفته وی، استراتژی نگاه به شرق باعث می‌شود که ایران بابت بازی کردن نقش واسطه در بازار جهانی، باج اقتصادی زیادی را به کشورهای حوزه شرق پرداخت کند. به گفته وی، به طور کلی سیاست نگاه به شرق منجر به امور مضر اقتصادی برای ایران می‌شود.
قائم موسوی، کارشناس علوم سیاسی ایرانی، در مورد سیاست نگاه به شرق می‌گوید: «ایران در تقابل با نفوذ غرب و فشارهای ایالات متحده آمریکا به سوی چین و روسیه تمایل پیدا کرده است، اما آنها با وجود اعلان ظاهری-کلامی به کشور ما جواب مثبت نداده‌ و در پیچ‌ها و بحران‌های اساسی حمایت لازم را از ما نکرده و دست‌مان را خالی گذاشته‌اند». به گفته وی، منافع روسیه از مشکلات ایران با غرب تأمین می‌شود، بنابراین روسیه به ادامه این اختلاف برای تأمین منافع خود دامن می‌زند. علاوه بر این روسیه در مواقع نیاز، حمایت‌های کافی را در دفاع از ایران ارائه نداده است. به گفته وی، ایران مجبور است رفتار ناشایست دولت چین با مسلمانان این کشور را به خاطر تقابل با فشارهای آمریکا و غرب نادیده بگیرد. به گفته وی، ایران باید از وابستگی به روسیه و چین اجتناب کند، زیرا آنها متحدان قابل اعتماد و پایداری نیستند و بدون شک پشتیبانی لازم را از ایران در مواقع حساس ارائه نخواهند کرد.